# Малоазијски Грци
Малоазијски Грци је популациона група Грка пореклом из Мале Азије са дугом историјом и великим доприносом науци, култури, образовању и историјском развоју хеленизма од античких времена и Византије до данас.
У револуцији 1821. године, у македонској борби и у свим борбама хеленизма учествовало је много малоазијских земаља. Насељавање Грка из Мале Азије у Грчку се у почетку одвијало од маја 1914. године, пошто су се прогони на обалама Мале Азије појачали против грчког елемента. Из тог разлога, многи су побегли у Грчку. Последњих месеци 1918. године, након завршетка Првог светског рата за Турску, почео је повратак избеглица у Малу Азију. Конкретно, Мудросовим примирјем (1918) и искрцавањем грчке војске у Смирни (1919), неколико избеглица које су остале у острвској и копненој Грчкој вратило се у Малу Азију, али како се испоставило привремено. После разорне малоазијске катастрофе 1922 – која је била кулминација прогона и масакра током геноцида над малоазијским Грцима – и накнадне размене становништва 1923-1924, хиљаде малоазијских породица сада су се трајно населиле на грчкој територији. До потписивања Лозанског уговора 1923. године, број насељених Азијата био је приближно 1.500.000.

Апостол Павле је проповедао хришћанство у Малој Азији у сва три своја путовања. Такође је упутио три писма, Посланицу Ефесцима, Посланицу Колошанима и Посланицу Галатима малоазијским црквама у Ефесу, Колоси и Галатији. Јован Богослов у Откровењу, последњој књизи Новог завета, помиње седам малоазијских цркава, односно седам првих хришћанских заједница у западној Малој Азији које су постојале у Ефесу, Смирни, Пергаму, Тијатири, Сарду, Филаделфији. и Лаодикији. Такође, четири васељенска сабора одржана су у Малој Азији, као и многи локални сабори, који су обликовали православну доктрину.

## Византијска Мала Азија
Малоазијски хеленизам заузима веома важно место у дугој историји Византијског царства јер је полуострво Мала Азија учинио срцем и језгром Источног римског царства.
Најзначајније византијске породице и династије воде порекло из Мале Азије, као што су кућа Фокада код цара Никифора II Фоке, кућа Музалона, филантропи, породица Светог Григорија Богослова, породица Василија Великог, породица Светог Григорија Паламе, браћа Никита Хонијатис, политичар и историчар и Свети Михаил Хонијатис, научник и митрополит Атински итд.
На војном и одбрамбеном нивоу, Мала Азија је са значајним генералима, бројним војницима и акритима допринела одржавању хиљадугодишњег курса Царства. Такође, реконституција Византијског царства после 1204. је последица хеленизма Мале Азије. Конкретно, Никејско царство, са седиштем у Никеји у Битинији у Малој Азији, била је једна од држава наследница Византијског царства коју је основала византијска аристократија након заузимања Константинопоља од стране крсташа из Четвртог крсташког рата, 13. априла, 1204 . У том периоду седиште Васељенске патријаршије је такође пренето у Никеју. Године 1261. цареви Никејског царства успели су да поново заузму Константинопољ, збаце Латинско царство и поново успоставе Византијско царство.
Малоазијски хеленизам је такође допринео очувању и ревитализацији културе Византијског царства, као и његовом економском напретку. Овај допринос је био већи од било које друге групе становништва. Истовремено, Мала Азија је била поље формирања разних манифестација духа, попут Православља код великих малоазијских отаца ( остала је позната Теологија малоазијских отаца), византијско право и очување и унапређење старогрчког образовања. У Малој Азији одржана су четири васељенска сабора, али и многи локални сабори. Први и Седми васељенски сабор одржани су у Никеји, у Витинији, 325. односно 787. године. Трећи васељенски сабор сазван је у Ефесу, у базилици Богородице, 431. године, а Четврти васељенски сабор сазвао је цар Маркијан и његова супруга Августа Пулхерија 8. октобра 451. године у Халкидону.
Водеће дело Мале Азије је Храм Аја Софије у Цариграду, који су саградили у периоду 532-537, у време владавине Јустинијан I, инжењери Антемије из Тралеја и Исидорос из Милета.

## Мала Азија у грчкој револуцији
Малоазијски градови су од самог почетка добијали поруке о организацији и извршењу након општег устанка Рода. Пријатељско друштво се брзо и у широким слојевима ширило, како у Цариграду, тако и у Смирни, Кидонији и Кападокији .
У Смирни је основано „Грчко трговачко друштво филозофа и филантропа“ чији је профит прикупљан за Борбу. Мајкл Навтис је постављен за шефа Пореске управе Смирне. Киријаки Наутис из Смирне, супруга Мајкла, била је прва жена чланица Филики Етарије.
Златовезено платно које је коришћено као барјак у Грчкој револуцији првобитно се налазило у Прелепој порти иконостаса манастира Агија Лавра. На њој је приказано Успеније Пресвете Богородице и извезена је рукама познате везиље из Смирне, по имену Хриса, због њене високе естетике. Ово дело је настало крајем 16. века и принето је заједно са другим заветним приносима манастиру Агија Лавра у Калаврити, као принос Грка из Смирне.
Непознати малоазијски донатор купио је барут из Смирне и Ајвалија и тајно га понудио Борби средином марта 1821. Овим барутом је ослобођена Каламата. Укупно је купио 270 буради барута - по 12 унци - и шест шипки олова (свака полуга је 57 килограма) и понудио их као донацију Трци за Пелопонез. Драгоцени терет је превезен из Смирне са капетаном Xристофорос Мекис. Брод је успео и прошао све морске блокове и усидрио се на Пелопонезу. Барут је стигао у Месинију ноћу, а затим је на мазгама превезен од Алмироса из Верге до манастира Мардаки у Недоузи, да би припремили патроне за битку.
Јонска фаланга (јонска фаланга) је била грчки регуларни војни корпус састављен углавном од Мале Азије (отуда и назив Јонски / Јонски ), који је формиран и борио се током грчке револуције 1821. године у разним биткама на Пелопонезу и у Централној Грчкој. На њеном челу је био Гианакос Кароглоу из Смирне.
Малоазијски хеленизам је претрпео масакре, холокаусте који су вршени над осталим Грцима и истовремено је на све начине и наравно својим физичким присуством допринео консолидацији револуција. Масакри су се десили у Цариграду (1821), Смирни (1821), Мосхонизији и Кидонији у Малој Азији (1821).
Кидонија, са 30.000 грчких становника уочи Грчке револуције, била је један од најважнијих економских и културних центара потчињеног хеленизма, одмах иза Смирне у Малој Азији. Кидонију је уништила турска војска, која је ушла у град 2. јуна 1821. да се освети за спаљивање турског логора 27. маја у Ересосу.
Они који су спасени побегли су у Псару и друга острва и Пелопонез и активно учествовали у Борби.
Познати малоазијски борци Револуције 1821. били су научник Икесиос Латрис (1799—1881), Киријакос Алевизопулос, Петрос Вакалогу, итд. Димитриос Мошонизиотис, из Кидоније (Аивали) из Мале Азије, први је опљачкао замак Паламиди 30. новембра 1822. Међу Ајвалијима се издвајају јуначка петорица браће Писа, од којих је један Ефстратиос Писа, у својим „Мемоарима“ броји погинуле у разним кидонским биткама на пет хиљада. 
Међу малоазијским женама које су учествовале у Трци истиче се Панораја Хаџикоста, такозвана Псорокостаина, сиромашна Гркиња из Мале Азије која је донирала једини сребрни прстен и новчић који је имала за Трку. Тако се њено име поистоветило са самом Грчком и постало симбол Грка који је, упркос сиромаштву и личним тешкоћама са којима се суочава, увек спреман да помогне онима којима је потребна.

## Малоазијци  у националном отпору
Акција отпора Мале Азије током нацистичке окупације је важна. Најважније акције Националног отпора одвијале су се у областима и насељима где су се малоазијци настанили, као што су Кокинија и Кајсаријани у Атини и Ксирокрини и Епталофос у Солуну. Дана 15. маја 1941. године у избегличком округу Епталофоу у Солуну основана је организација отпора „Елефтерија“, која је била прва организација отпора у Грчкој и издавала истоимени лист .
У солунском округу Ксирокрини постојало је скровиште отпораша са штампаријом за издавање обавештења и информативног материјала, али су га нацисти открили и уништили. Дана 11. маја 1944. године, нацисти су погубили осам младих бораца отпора старости од 20 до 30 година, у области Каистри у Ксирокрини.
Септембра 1944. године на централном тргу Просоцани и док је област Драме и шире источне Македоније била под окупацијом Бугара, јавни учитељ Константинос Казанас је заједно са Астериосом Астериадисом спустио бугарску заставу и подигао грчку заставу, упркос тероризму и претњама. освајача. Овај догађај је осудио Константиноса Казанаса на прогонство у затворе у Софији, али је био снажан ударац за фашистичке бугарске окупационе снаге и истовремено оживео морал грчких бораца и локалног становништва. У ствари, то је једино спуштање заставе Сила Осовине које се догодило по дану и под погледом окупационих војних снага, у целој освојеној Европи .

## Мала Азија: Личности
- Хомер (8. век пре нове ере), аутор поетских текстова Илијаде и Одисеје
- Херодот (484. п. н. е.-425. п. н. е./410. п. н. е.) историчар, путник и географ 5. века пре нове ере. из Халикарнаса. Оснивач науке историје.
- Евдокс Книдије (~407-335. п. н. е.) математичар, астроном и филозоф. Један од највећих математичара грчке антике.
- Артемидор Ефески, географ из 1. века пре нове ере. који је посетио Црвено море, Египат, Италију, Шпанију и део Атлантског океана
- Сострат Книдије (4.-3. век пре нове ере), архитекта из Книда у Малој Азији, чије је ремек дело Александријски светионик
- Адамантиос Кораис (1748—1833), филолог и просветитељ, један од најзначајнијих представника модерног грчког просветитељства
- Морнар Киријаки, борац Револуције 1821. и прва жена чланица Друштва
- Кивели (1888—1978), глумица
- Ели Папа (1920—2009), новинар и писац са учешћем у Националном отпору
- Фотис Контоглоу (1895–1965), писац, сликар и иконописац из Ајвалија.
- Исидор Милежански, математичар, инжењер и архитекта, чије је најважније дело била Црква Свете Софије у Цариграду у сарадњи са малоазијским Антемијем Тралијанским.
- Антемије Тралијан, геометар, физичар, архитекта, инжењер и вајар, чије је најважније дело била Црква Свете Софије у Константинопољу у сарадњи са Исидором Милежанином из Мале Азије.
- Александар Тралијан, лекар из Тралија у Лидији и један од најугледнијих лекара касне антике.

По имену Смирнеј, први антички грчки олимпијски шампион у боксу 688. п. н. е. у 23. олимпијади и известилац правилника спорта
Хермип Смирнец, путујући филозоф (крај 3. века п. н. е.)
- Диаллос Смирнејац, старогрчки олимпијац у дечјем панкратијуму на 152. олимпијади, 172. п. н. е.
- Теос из Смирне (70—135), математичар и платонистички филозоф
- Дион Хризостомос (40—120 н.е.), старогрчки говорник, писац и филозоф
- Талес (640. или 624. - 546. п. н. е.) Пресократов филозоф и један од седам античких мудраца
- Анаксимандар (611—546. п. н. е.) Пресократски филозоф
- Анаксимен (око 585 - 525. п. н. е.) Пресократов филозоф
- Леукип (прва половина 5. века пре нове ере) филозоф, који се сматра оцем атомске теорије
- Хиподамус из Милета (око 498—408. п. н. е.) Градски планер
- Света Јелена, царица Римског царства и мајка Константина Великог. Потекла је из грчког града Дрепано у Битинији у Малој Азији и постала је супруга римског цара Констанција Хлора .
- Свети великомученик Киријаки, светац који је живео у 3. веку нове ере. у Никомедији у Малој Азији .
- Свети Георгије, римски војник из Кападокије, официр у војсци цара Диоклецијана. Страдао је 303. године нове ере.
- Лидија Филипизија, пурпурни трговац из Тијатире у Малој Азији. Живела је у Филипима, у Македонији, где ју је са целом породицом крстио апостол Павле. Била је прва европска хришћанка, као што је прва крштена на европском тлу.
- Свети Никола, епископ Мире у Ликији ( Мала Азија )
- Свети Пантелејмон, лекар и великомученик Православне Цркве, који је деловао крајем 3. века н . у Никомедији у Малој Азији .
- Агиос Хараламбос, свети свештеник из Магнезије у Малој Азији који је живео између 89. и 202. године.
- Света Варвара (великомученица), светитељка и великомученица, која је живела у 3. веку нове ере . у Никомедији у Малој Азији .
- Света Марина, хришћанска светитељка и мученица, која је живела крајем 3. века у Антиохији, Писидији, Малој Азији .
- Улфила (око 311 - 383), Гот из кападокијске грчке породице, превео је Јеванђеље на готски народни језик.
- Василије Велики (око 329 - 379), Грк из Кападокије.
- Свети Григорије Богослов (око 330-389), архиепископ цариградски и богослов, рођен од родитеља Грка у Назијанцу у Кападокији, због тога је назван Назијанзинос.
- Сава Освећени (439—532), кападокијски грчки монах, свештеник и светац.
- Јован II Кападокијски, архиепископ цариградски од 518. до 520. године.
- Патријарх Јован IV Постник (? - 595), цариградски патријарх у периоду 582-595.
- Нићифор II Фока (912—969), византијски цар од 963. до 969. године.
- Свети Михаил Хонијатис, научник и митрополит атински
- Никита Хонијат, најзначајнији византијски историчар 12. века
- Калогијанис из Иконије (13. век), архитекта чије је најважније дело била Гјок медреса у Себастији
- Свети Патрик Проусис, 3. АД века
- Свети Тимотеј, епископ Пруски, 4. н века
- Свети Аргирије из Пусе (1688—1721), новомученик
- Калиопи Кехагиа (1839—1905), грчка просветитељка и феминисткиња, оснивачица грчке женске школе у Константинопољу
- Каролос Кун (1908—1987), позоришни редитељ
- Наполеон Соукатзидис (1909—1944), грчки комунистички синдикалац, један од 200 бораца погубљених на стрељани Каисариани 1. маја 1944. године.
- Бенедиктос Адамантиадис (1875—1962), офталмолог, који је први описао синдром рекурентног иритиса. Болест је у његову част названа Адамантиадис-Бецхсетова болест .
- Манолис Андроник (1919—1992), археолог, професор класичне археологије на Аристотел универзитету у Солуну
- Свети Кирик и Јулита, хришћански мученици
- Никитас Сеидис, византолог из 12. века, рођен у Иконији
- Прокопије Иконијски (1859–1923), грчки теолог и јерарх, митрополит иконијски, сведок геноцида над малоазијским Грцима
- Емилијанос Гревенски (1877—1911), грчки теолог рођен у Иконији, активан у македонској борби као Протосигелос Солунски и касније митрополит Гревенски који је страдао 1911.
- Хризостом из Смирне, (1867-1922), служио је као митрополит драмски и смирнски. Демонстрирао је акцију у Македонској борби и развио иницијативе за спорт, образовање и социјалну заштиту у Драми и Смирни, где је страдао 1922. године одбијајући да напусти своје стадо. Светитељ је православне цркве и помен му се обележава у недељу пре Воздвижења Часног Крста.
- Гиоргос Сеферис (1900—1971), песник нобеловац
- Елиас Венезис (1904—1973), писац, члан Атинске академије
- Стратис Дукас (1895–1983) писац, ликовни критичар и сликар.
- Дидо Сотириу (1909—2004), новинар и писац са учешћем у Националном отпору
- Нелли Соуиоултзоглоу (1899—1998), позната као Нелли'с, фотограф међународног признања
- Аристотел Оназис, бродовласник, бизнисмен и добротвор
- Олимпија Дукакис (1931—2021), грчко-америчка награђивана глумица
- Леонидас Параскевопулос (генерал-потпуковник) (1860-1936), генерал-потпуковник и сенатор активан од рата 1897. до Малоазијске кампање
- Константинос Казанас (1910—1982), јавни учитељ и борац отпора .
- Николаос Поликратис (1916—1949), официр ЕЛАС- а и Демократске армије Грчке .
- Константинос Деспотопулос (1913—2016), политички мислилац, борац отпора, универзитетски наставник, члан Атинске академије и министар просвете
- Димитрис Глинос (1882—1943), просветитељ, писац и политичар, један од пионира језичке и образовне реформе
- Елени Гликаци - Арвелер (1926), византијски историчар, прва жена председавајући Катедре за историју на Универзитету Сорбона 1967 и прва жена ректор Универзитета Сорбона архиепископ Крита Евген II (1968)
- Катерина Стефанидис (1990), светска шампионка у скоку с мотком, освајачица златне олимпијске медаље
- Јоанис Севдикалис (1991), атлетски шампион и параолимпијац
- Панајотис Јанакис (1959), међународни кошаркаш и тренер, једна од највећих личности које је грчка кошарка створила